# Carl Gustaf Särnström

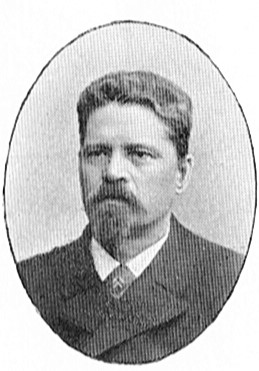
C G Särnström.

Carl Gustaf Särnström född 22 februari 1838 i Hedemora, död 19 april 1902 år i Adolf Fredriks församling i Stockholm , var en svensk kemist och lärare.

## Biografi[2]
Efter skolgång vid trivialskolan i Gävle tog han studentexamen i Uppsala 1859. År 1867 avlade han Bergsexamen och genomgick följande år Falu Bergsskola. År 1869 var han lärare i kemi och fysik vid Nya Elementarskolan i Stockholm och gjorde också en studieresa till järnverk i England och Tyskland. Särnström var anställd vid Stora Kopparbergs bergslags AB åren 1870-77. Han arbetade som chef vid svavelsyrafabriken och silver- och guldextraktionen vid Falu gruva, men också som kemist vid Svartnäs bruk samt konstruktör vid Domnarvets Jernverk som då var under uppförande. Åren 1877-79 var han ingenjör vid Bångbro järnverk.
År 1879 flyttade han till Stockholm och en tjänst vid Jernkontorets provningsanstalt men arbetade parallellt med det som bergskemist och assistent vid Bergsskolan fram till 1891 då han blev kontrollör vid Kontrollverket  År 1892 blev han lektor i metallurgi och hyttkonst vid Bergsskolan.
År 1883 var Särnström en av grundarna till Aktiebolaget Falu metallextraktionsverk.   Man övertog de lokaler som Falu Glasbruk tidigare ägt i Falun. Särnström hade utvecklat den process som företaget använde för att utvinna koboltoxid ur nasar. Nasar var de metallklumpar som bildades i botten på de gamla smälthyttorna i Falun.Koboltoxid var en dyrbar produkt som användes i glas och porslinstillverkning. Produkten exporterades till bland annat Japan och Kina. Carl Gustaf Särnström var son till byggmästaren Erik Särnström (1793-1863)  och dennes hustru Sara Elisabeth Gunnarstedt (1796-1878).  . Carl Gustaf Särnström ingick äktenskap med Sigrid Augusta Maria Hafström (1842-81) . Tillsammans fick de tre söner.

## Utmärkelser
Riddare av Vasaorden 1900 